# هویتسرک
هویتسرک (هویتسرکر، "پیراهن سفید") یکی از پسران افسانه ای قرن نهمی دانمارکی، راگنار لوتبروک و همسرش اسلاگ بود. قصه پسران راگنار (Ragnarssona þáttr) شاهد وجود داشتن اوست. در هر منبعی که از هالفدان راگنارسون، یکی از رهبران ارتش بزرگ هیتن که به پادشاهی آنگلیای شرقی در سال ۸۶۵ حمله کرد، نامی آمده باشد، هیچ اثری از نام هویتسرک به چشم نمی‌خورد، همین موضوع سبب شده تا محققان متصور شوند این دو در واقع یک نفر هستند و هویتسرک لقب هلفدان بوده‌است.
پس از اینکه با برادران خود انتقام پدرشان را گرفتند، او به رفت گارداریکی رفت. هویتسرک همچنین در کنار روس‌ها به تاخت‌وتاز پرداخت. با این وجود دشمن بسیار قدرتمندی برای خود تراشید که یارای پیروزی برابر او را نداشت. هنگامی که از او پرسیدند چگونه آرزو دارد بمیرد، او تصمیم گرفت که زنده‌زنده بر روی تلی از بقایای نفرات سوزانده شود.
مورخ اوکراینی لئونتی ویتویچ می‌گوید هویتسرک احتمالاً نام مستعار کیوان شاهزاده آسکولد بوده.
شبکه هیستوری، در درام تاریخی وایکینگها او را (با بازی مارکو ایلسه) به عنوان یکی از پسران راگنار و اسلاگ معرفی می‌کند.